# Latécoère 523
Le Latécoère 523 est un hydravion d'exploration français de la Seconde Guerre mondiale dérivé des hydravions civils Latécoère 521 et Latécoère 522.

## Description
Aile du type normal à double longerons, profil semi-épais. La partie centrale est à revêtement métallique. Les ailerons sont divisés en trois tronçons pour chaque demi-aile. Les nageoires sont articulées sur la coque et appuyées sur les mâts de cellule. Coque à deux redans ; la construction est du type longitudinal, elle est divisée par des seuils en 7 compartiments étanches.

## Performances
- Vitesse maximale au niveau de l'eau : 245 km/h
- Vitesse maximale à 2 400 m d'altitude : 262 km/h

## Liste des avions
Les trois appareils sont affectés à l'escadrille E.6 de l'Aéronautique navale créée en janvier 1939 à Lanvéoc-Poulmic.
- Altaïr : Devant l'avancée allemande en juin 1940, il est replié sur Biscarosse le 18 juin 1940, puis sur Port-Lyautey au Maroc le lendemain. Il retourne en métropole en rejoignant l'étang de Berre en septembre de la même année. Par la suite, il est affecté à l'escadrille E.4 de Dakar en octobre 1940. Faute de pièces détachées, il est réformé en août 1942.

- Aldebaran : Immobilisé lors d'une révision en juin 1940, il est sabordé dans la rade de Poulmic à l'approche des unités allemandes, le 18 juin 1940.

- Algol : Le 18 septembre 1939, il amerrit en urgence au large d'Ouessant suite d'une panne de carburant. En tentant de le remorquer, le torpilleur Boulonnais entre en collision avec l'hydravion qui, rendu irrécupérable, sera coulé au canon.